# ジョン・アバディー
ジョン・アバディー（John W. Abadie, 1854年11月4日 - 1905年5月17日）は、アメリカ合衆国ペンシルベニア州フィラデルフィア出身のプロ野球選手（一塁手）。右投右打。

## 経歴

### プロ入り前
プロ入り前、アバディーはペンシルベニア州東部の町・イーストンでセミプロチームの一員として野球をしていた。
1874年、アバディーの所属するチームは、当時ナショナル・アソシエーションに所属していたフィラデルフィア・アスレチックス（現在のオークランド・アスレチックスとは無関係）、フィラデルフィア・ホワイトストッキングス、ブルックリン・アトランティックスと試合を行い、3チーム全てに勝利を飾った。この快進撃が評価され、1875年のナショナル・アソシエーション拡大の際に7人のチームメイトとともに指名を受け、プロ入りすることとなった。

### プロ入り後
そして迎えた1875年のシーズン、アバディーはフィラデルフィア・センテニアルズとブルックリン・アトランティックスで合わせて12試合に出場したが、成績は打率.224・5打点に留まり、あまり目立った活躍は出来なかった。守備では、12試合全てに一塁手として出場した。
更に同年のシーズンオフ、ナショナル・アソシエーションの運営が破綻し、アバディーは再びセミプロの選手としてプレイすることになった。その後、1877年にはリーグ・アライアンスで、1879年には独立リーグでプレイしたとの記録も残っているが、成績など、詳しい情報は残されていない。

### 現役引退後
1905年5月17日、ニュージャージー州のペンバートンで没した。享年50歳。

## 人物
前述の通り、19世紀にナショナル・アソシエーションでプレイした選手であるが、ナショナル・アソシエーションをMLBと同様に扱うかどうかについては議論が存在するため（詳しくは、「NAはメジャーリーグか」を参照）、アバディーをMLBの選手として扱うかどうかという点についても意見が分かれる点には留意されたい。

## 詳細情報

### 年度別打撃成績
| 年 度    | 球 団    | 試 合 | 打 席 | 打 数 | 得 点 | 安 打 | 二 塁 打 | 三 塁 打 | 本 塁 打 | 塁 打 | 打 点 | 盗 塁 | 盗 塁 死 | 犠 打 | 犠 飛 | 四 球 | 敬 遠 | 死 球 | 三 振 | 併 殺 打 | 打 率 | 出 塁 率 | 長 打 率 | O P S |
| -------- | -------- | ----- | ----- | ----- | ----- | ----- | -------- | -------- | -------- | ----- | ----- | ----- | -------- | ----- | ----- | ----- | ----- | ----- | ----- | -------- | ----- | -------- | -------- | ----- |
| 1875     | CEN      | 11    | 45    | 45    | 3     | 10    | 0        | 0        | 0        | 10    | 4     | 1     | 0        | -     | -     | 0     | -     | -     | 3     | 0        | .222  | .222     | .222     | .444  |
| 1875     | BRA      | 1     | 4     | 4     | 1     | 1     | 0        | 0        | 0        | 1     | 1     | 0     | 0        | -     | -     | 0     | -     | -     | 0     | 0        | .250  | .250     | .250     | .500  |
| '75計    | BRA      | 12    | 49    | 49    | 4     | 11    | 0        | 0        | 0        | 11    | 5     | 1     | 0        | -     | -     | 0     | -     | -     | 3     | 0        | .224  | .224     | .224     | .449  |
| MLB：1年 | MLB：1年 | 12    | 49    | 49    | 4     | 11    | 0        | 0        | 0        | 11    | 5     | 1     | 0        | -     | -     | 0     | -     | -     | 3     | 0        | .224  | .224     | .224     | .449  |

- 「-」は公式記録なし